# Nu dagen är till ända
Nu dagen är till ända är en psalm av Laurentius Laurenti från 1700 vars titelrad blev Nu upp och redo varen efter Carl David af Wirséns översättning. Efter Karl-Gustaf Hildebrands bearbetning eller nyöversättning 1978 blev det den nuvarande (då Wirséns insatser blev borttagna ur psalmboken). 
Psalmen består av sex 8-radig verser.
Melodin är en tonsättning av Melchior Teschner från 1614 som enligt Koralbok för Nya psalmer, 1921 också är samma melodi som till psalmen Jag lyfter mina händer med flera.

## Publicerad som
- Nr 666 i Nya psalmer 1921, tillägget till 1819 års psalmbok med titelraden "Nu upp och redo varen", under rubriken "De yttersta tingen: Uppståndelsen, domen och det eviga livet".
- Nr 597 i 1937 års psalmbok med titelraden "Nu upp och redo varen", under rubriken "Uppståndelsen, domen och det eviga livet".
- Nr 673 i Psalm och Sång 1966 verserna 1 —3 under rubriken "Inför evigheten. Kristi tillkommelse." med titelraden Nu upp och redo varen.
- Nr 316 i Den svenska psalmboken 1986, Cecilia 1986, Psalmer och Sånger 1987, Segertoner 1988 och Frälsningsarméns sångbok 1990 under rubriken "Kristi återkomst".
- Nr 138 i Finlandssvenska psalmboken 1986 under rubriken "Kyrkoårets slut".